# Sophia Braun
Sophie Wais Braun (* 26. Januar 2000 in Beaverton, Oregon) ist eine in den USA geborene argentinische Fußballspielerin.

## Karriere

### Verein
In ihrer Jugend spielte Braun in der Mannschaft der Jesuit High School und ging dann ans College, wo sie von 2018 bis 2022 bei den Gonzaga Bulldogs aktiv war. Seit Februar 2023 steht sie in Mexiko bei Club León unter Vertrag.

### Nationalmannschaft
Mit der argentinischen U20 nahm sie an der Südamerikameisterschaft 2020 teil, dort kam sie in allen vier Spielen ihrer Mannschaft zum Einsatz und erzielte in der ersten Partie das spielentscheidende 1:0. 
Ihr Debüt bei der A-Nationalmannschaft gab sie am 18. Februar 2021 bei einer 1:4-Niederlage gegen Brasilien während des SheBelieves Cup 2021. Dort stand sie in der Startelf und wurde zur 42. Minute für Mariana Larroquette ausgewechselt. Bei der Copa América 2022 kam sie in fünf Partien zum Einsatz, sie beendete mit ihrer Mannschaft das Turnier auf dem dritten Platz und qualifizierte sich so für die Weltmeisterschaft 2023.
Braun wurde am 8. Juli 2023 für den finalen argentinischen Kader der WM 2023 nominiert. Dort gab sie im ersten Gruppenspiel, einer 0:1-Niederlage gegen Italien, ihr WM-Debüt.